# شهدخوار کوتوله
شهدخوار کوتوله (نام علمی: Hedydipna platurus) نام یک گونه از تیره شهدخواران است.